# Hufbeschlag

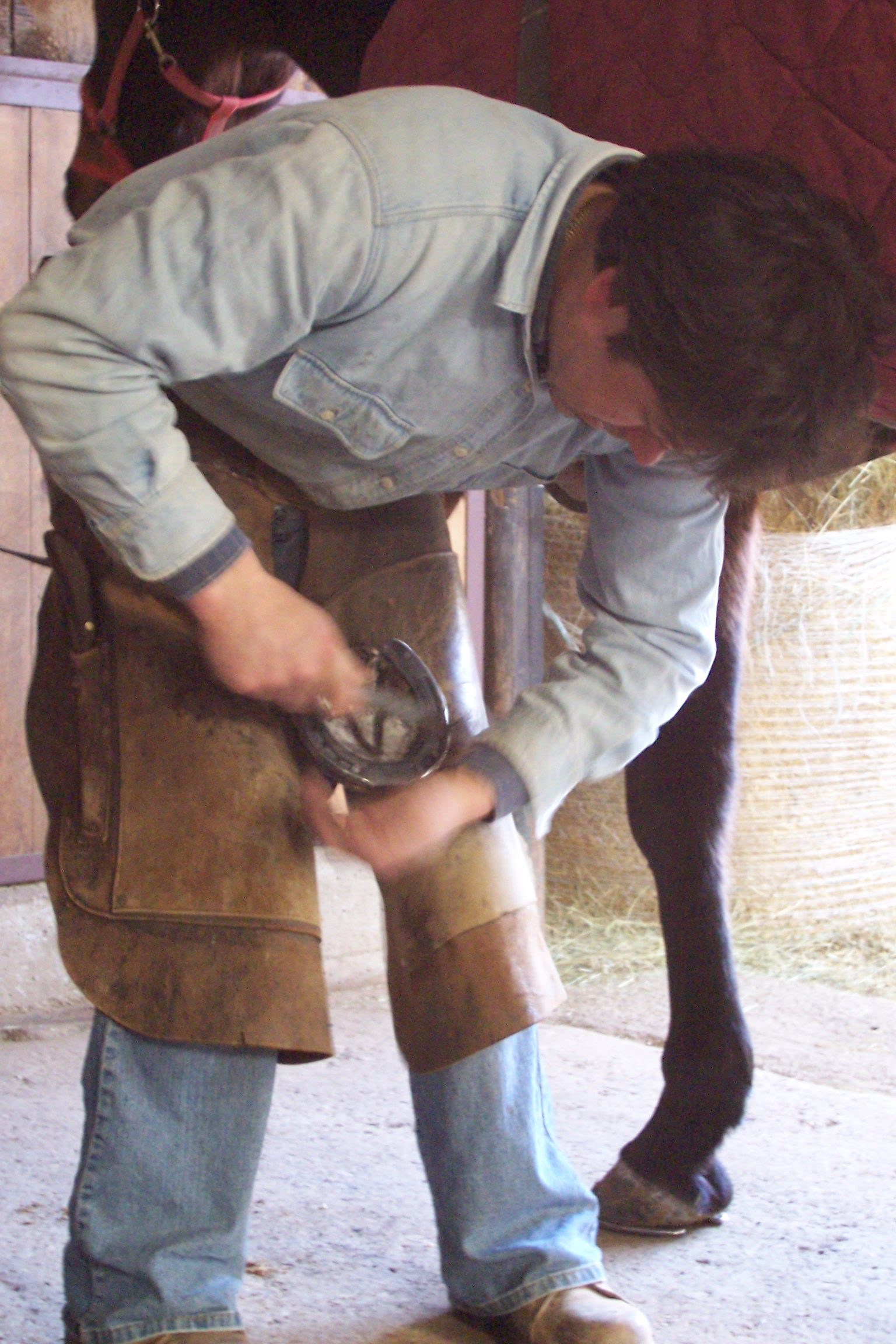
Neubeschlag mit passendem Hufeisen

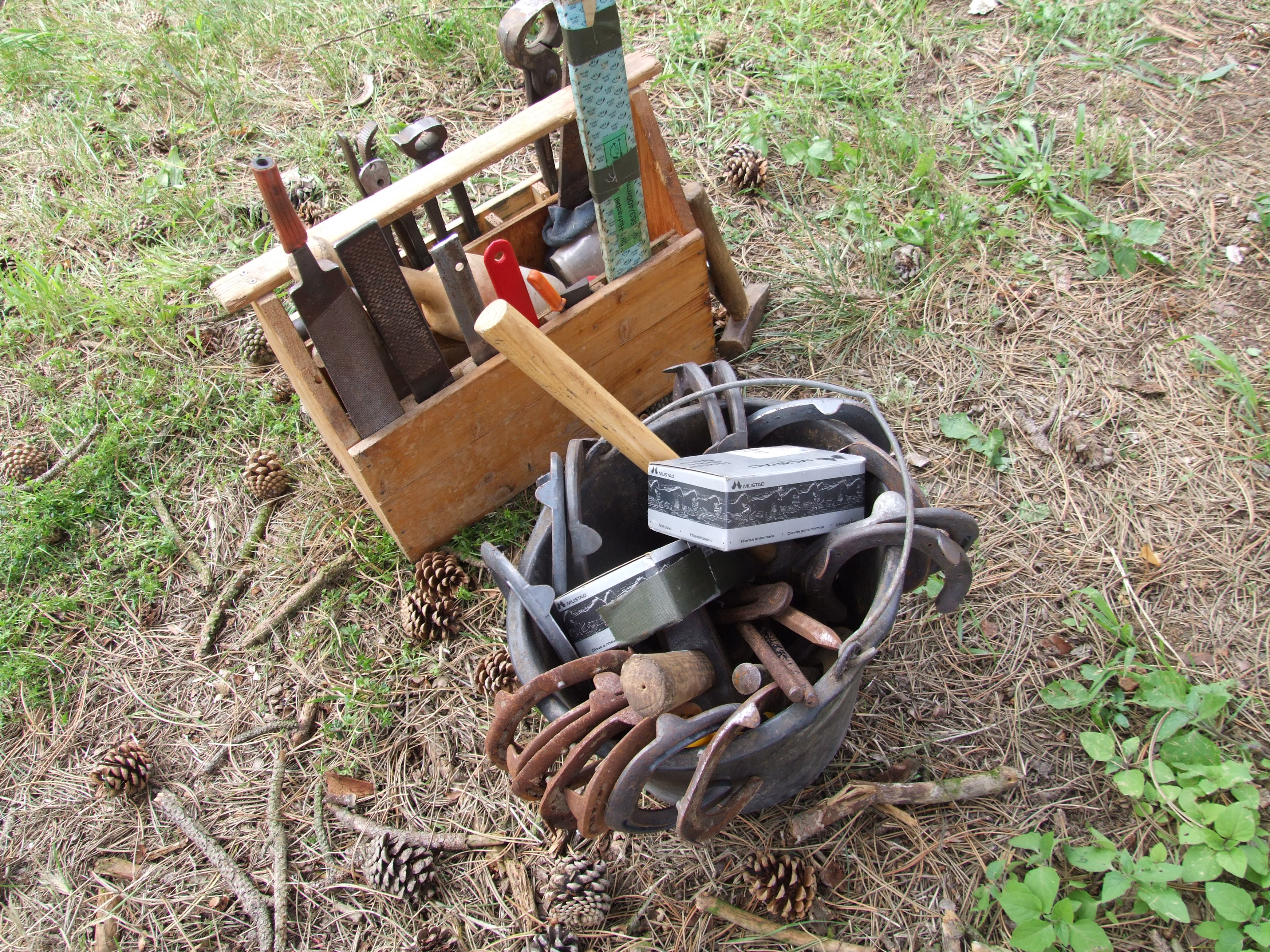
Werkzeug eines Hufschmieds

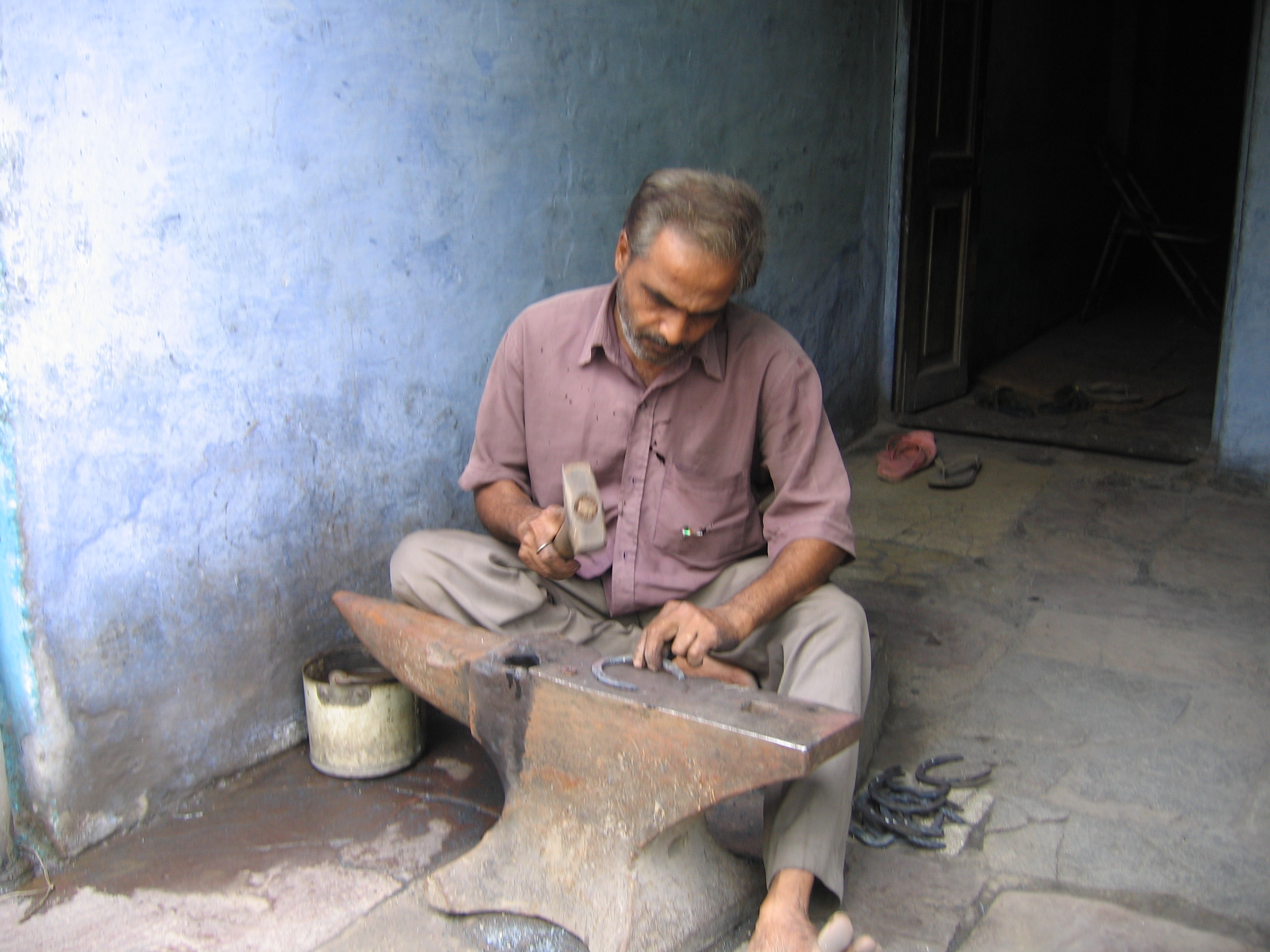
Anpassen eines schon vorhandenen Hufeisens an einem Amboss

Als Hufbeschlag wird das Anpassen und Aufbringen von Hufschutz (Pferde, Maulesel, Esel oder Rinder) nebst den dazu notwendigen Vorbereitungsarbeiten (sogenanntes Zurichten des Hufs), bezeichnet. Ziel ist es, den Huf vor zu starkem Abrieb zu schützen, wie er bei häufigem Reiten oder Fahren hauptsächlich auf befestigten Wegen und Straßen entsteht.
Des Weiteren kann der Hufbeschlag dazu dienen, einer fehlerhaften Hufstellung korrigierend entgegenzuwirken, um so einen möglichst flüssigen Bewegungsablauf gewährleisten zu können.
Für den Hufbeschlag können Hufeisen (aus Eisen oder auch Aluminiumlegierungen), Kunststoffbeschlag und Klebeschuhe verwendet werden. Bei Bedarf anschnallbare Hufschuhe müssen ebenfalls angepasst werden, zählen aber nicht zum Hufbeschlag, sondern werden als Hufschutz bezeichnet.
Der Begriff hat in den letzten Jahren bedingt durch neue Techniken und Materialien eine erhebliche Erweiterung erfahren, verbunden mit einer Spezialisierung der Berufsgruppen. Traditionell bezeichnet der Begriff Hufbeschlag einzig das Zurichten des Hufs und die Herstellung, Anpassung und das Aufnageln von Hufeisen durch den Hufschmied.

## Geschichte des Hufbeschlags
Ein wild lebendes Pferd braucht keinen Hufschutz, da sich Abnutzung und Nachwachsen des Horns meist im Gleichgewicht befinden. Wird das Pferd jedoch durch den Menschen in verstärktem Maße eingesetzt, so vermag der Huf nicht mehr schnell genug nachzuwachsen. Besonders ausgeprägt trat dieses Problem bei der militärischen Nutzung des Pferdes auf.
Erste Hinweise auf Hufschutzvorrichtungen mit Leder-, Stroh- und Bastschuhen sind aus dem 1. Jahrtausend v. Chr. bekannt. Von Alexander dem Großen wird berichtet, dass er bei seinem Marsch durch Asien im 4. Jh. v. Chr. viele Pferde durch Hufprobleme verlor, da die Perser den Hufschutz nicht kannten. Auch in der griechischen Literatur findet sich kein Hinweis auf einen Hufschutz.
Etwa um das Jahr 1 wurde von den Römern eine Art Pferdesandale eingeführt. Diese eigneten sich aber nur für eine langsame Fortbewegung. Zur gleichen Zeit benutzten die Kelten bereits aufgenagelte Eisen. Diese Methode wurde dann von den Römern übernommen.
In Deutschland wurde im 19. Jahrhundert der Hufbeschlag maßgebend perfektioniert in der preussischen Armee mit der Errichtung von Militär-Lehrschmieden, die den Tierärztlichen Hochschulen angeschlossen wurden. So wurde u. a. im Jahr 1868 die Berliner Militär-Lehrschmiede gegründet, als deren erster technischer Direktor der Corps-Roßarzt Friedrich Dominik (1829–1891) bestellt wurde, der den Hufbeschlag auf neue Grundlagen stellte und nachhaltig beeinflusste.

## Berufsausbildung und rechtliche Aspekte (Deutschland)
Bis in die frühen 1970er Jahre war Hufschmied ein anerkannter Lehrberuf mit vierjähriger Ausbildungsdauer. Heute gilt er als Sonderqualifikation des Metallverarbeitungshandwerks.
Daneben gibt es heute Huftechniker, Huforthopäden, Hufpfleger und Hufheilpraktiker mit unterschiedlichen Ausbildungswegen. Diese Ausbildungen sind jedoch nicht gesetzlich geregelt – somit darf sich jeder so nennen, ohne jemals eine Ausbildung in dem Bereich abgeschlossen zu haben.
Durch das seit 1. Januar 2007 geltende Hufbeschlaggesetz vom 19. April 2006 wird Hufbeschlag definiert als die Gesamtheit aller Verrichtungen am Huf, die über bloßes Säubern hinausgehen. Das bedeutet im Zuge dessen auch eine Beschränkung der Tätigkeiten auf staatlich anerkannte Hufschmiede. Das wiederum bedeutet, dass die Ausübung der Tätigkeit der Hufpflege und des Hufbeschlags durch andere Personen als autorisierte Hufschmiede verboten ist. Die einzige Ausnahme stellen nach der Entscheidung des Bundesverfassungsgerichtes Hufpfleger (der verschiedenen Ausprägungen; s. o.) dar, die schon vor 2007 ihr Gewerbe angemeldet hatten und ausübten - solange sie keine dauerhaften Hufschutzmaterialien anbringen.
Das Bundesverfassungsgericht hat mit Beschluss vom 3. Juli 2007 § 3 Abs. 1 HufBeschlG für verfassungswidrig erklärt, soweit Hufpfleger und -techniker „Verrichtungen am Huf [...] vornehmen, ohne dabei einen Eisenbeschlag anzubringen“. Das Hufbeschlagsgesetz ist nach dem Gesetzentwurf des Bundestages von 2005 ein berufsregelndes Gesetz, bei welchem es sich um die berufliche Regelung zur Ausübung der Tätigkeit des Hufbeschlags und damit zur Sicherung des Ausbildungsberufs Hufbeschlagsschmied/-in handelt. Daher wird mit dem Gesetz keinesfalls verboten, dass Pferdehalter am eigenen Pferd Hufpflege und Hufbeschlag vornehmen dürfen. Die Grenze hierfür ergibt sich allein aus dem Tierschutzgesetz: Dem Pferd dürfen anlässlich der Hufpflege bzw. des Hufbeschlags keine Schmerzen, Leiden oder Schäden zugefügt werden (§ 1 TierSchG) und der Halter muss über die, für eine angemessene Pflege erforderlichen Kenntnisse und Fähigkeiten, verfügen (§ 2 Nr. 3 TierSchG). Hierfür sieht das TierSchG keine Ausbildungserfordernis oder den Nachweis einer Ausbildung vor.
Das Bundesverfassungsgericht hatte im Hinblick auf eine anhängige Verfassungsbeschwerde das Inkrafttreten des Gesetzes zunächst durch Beschluss vom 5. Dezember 2006 (1 BvR 2186/06) in bestimmtem Umfang bis zur endgültigen Entscheidung über die Verfassungsbeschwerde ausgesetzt und mit Beschluss vom 3. Juli 2007 das Gesetz teilweise für verfassungswidrig erklärt.
Die Anerkennung als Hufbeschlagschmied wird in der neuen Hufbeschlagverordnung vom 15. Dezember 2006 geregelt.

## Berufsausbildung und rechtliche Aspekte (Schweiz)

### Berufslehre
Die Ausbildung zum Hufschmied EFZ dauert 4 Jahre. Während dieser Zeit findet die praktische Ausbildung im Lehrbetrieb und vier überbetrieblichen Kursen von gesamthaft 50 Tagen Dauer statt. Ein Tag in der Woche wird in der Berufsschule das theoretische Wissen vermittelt. Bei guten schulischen Leistungen kann durch zusätzliche Lektionen und Prüfungen die Berufsmaturität erlangt werden. Die Ausbildung in der Schweiz ist nach dem Standard der Europäischen Vereinigung der Hufschmiedeverbände EFFA zertifiziert.

### Weiterbildung
Die Ausbildung zum Schmied-Hufschmiedmeister HFP ist rechtlich noch in Kraft, aber seit der Auftrennung der Berufslehre Schmied-Hufschmied nur noch spärlich durchgeführt worden.
Der Titel  „Qualifizierter Hufschmied“ ist seit 2017 ein Qualitätslabel des Fachverbandes „Farriertec Suisse“. Für diese Anerkennung ist unter anderem die Berufslehre, der Kurs mit bestandener Prüfung sowie mindestens eine qualifizierte Weiterbildung alle zwei Jahre erforderlich. Das Reglement ist aktuell in Überarbeitung um eine staatliche Anerkennung zu erhalten.
Es besteht die Möglichkeit eine Höhere Fachschule z. B. zum dipl. Techniker HF Metallbau zu absolvieren oder an einer FH den Bachelor of Science (FH) Agronomie mit Vertiefung in Pferdewissenschaften und weitere zu erlangen.

### Gesetzliches
Die Ausbildung Hufschmied EFZ berechtigt gemäß Tierschutzgesetz zum gewerblich angebotenem Hufbeschlag. Es besteht eine Fortbildungspflicht; innerhalb von drei Jahren muss mindestens ein Tag fachbezogene Weiterbildung absolviert werden.

## Anwendung
Bei Nutzung des Pferdes durch Anspannung (Zugtier, Fahren) und Reiten, vor allem auf hartem Boden, wird der Huf schneller abgenutzt, als er nachwachsen kann. Solche Pferde brauchen einen Hufbeschlag. Da der Huf auch unter dem Hufeisen nachwächst, sollten Hufeisen alle sechs bis acht Wochen abgenommen und die Hufe ausgeschnitten werden.
Werden Pferde nicht oder nur wenig geritten oder laufen sie überwiegend auf weichem und nicht abrasivem Boden, kann man Hufeisen weglassen oder nur an den Vorderbeinen anbringen. Aber auch bei ihnen muss der Huf regelmäßig vom Fachmann (Hufschmied, Hufpfleger) ausgeschnitten werden.
Freilebende Pferde brauchen keinen Hufbeschlag, da bei ihnen das Hufhorn meist in gleichem Maße nachwächst, wie es sich abnutzt oder ausbricht.

### Spezialanwendungen
Im Pferderennsport werden Spezialhufeisen in verschiedensten Formen und Gewichten verwendet, um bestimmte Effekte im Ablauf vom Abfußen über das Abrollen bis zum Auffußen zu erreichen. Rennpferde tragen wegen des geringeren Gewichtes fast ausschließlich Aluminiumbeschlag.
Bei therapeutischen Beschlägen, die zur Heilung oder Korrektur des Hufes oder auch der Gelenksstellung beitragen sollen, ist eine verkürzte Beschlagperiode von ca. vier Wochen durchaus normal.

## Aufbringung
Hufeisen werden nach umfangreichen Vorbereitungen mit Nägeln am äußeren Rand des Hornteiles der Hufe befestigt.

### Vorbereitung des Hufes
Nachdem das alte Hufeisen und alle Nägel entfernt wurden, wird der Huf mittels einer Beschneidezange zurechtgezwickt und die Hufsohle mit einem Hufrinnmesser ausgeschnitten. Kleinere Unebenheiten an der Unterseite des Hufes werden mit einer Raspel geglättet.

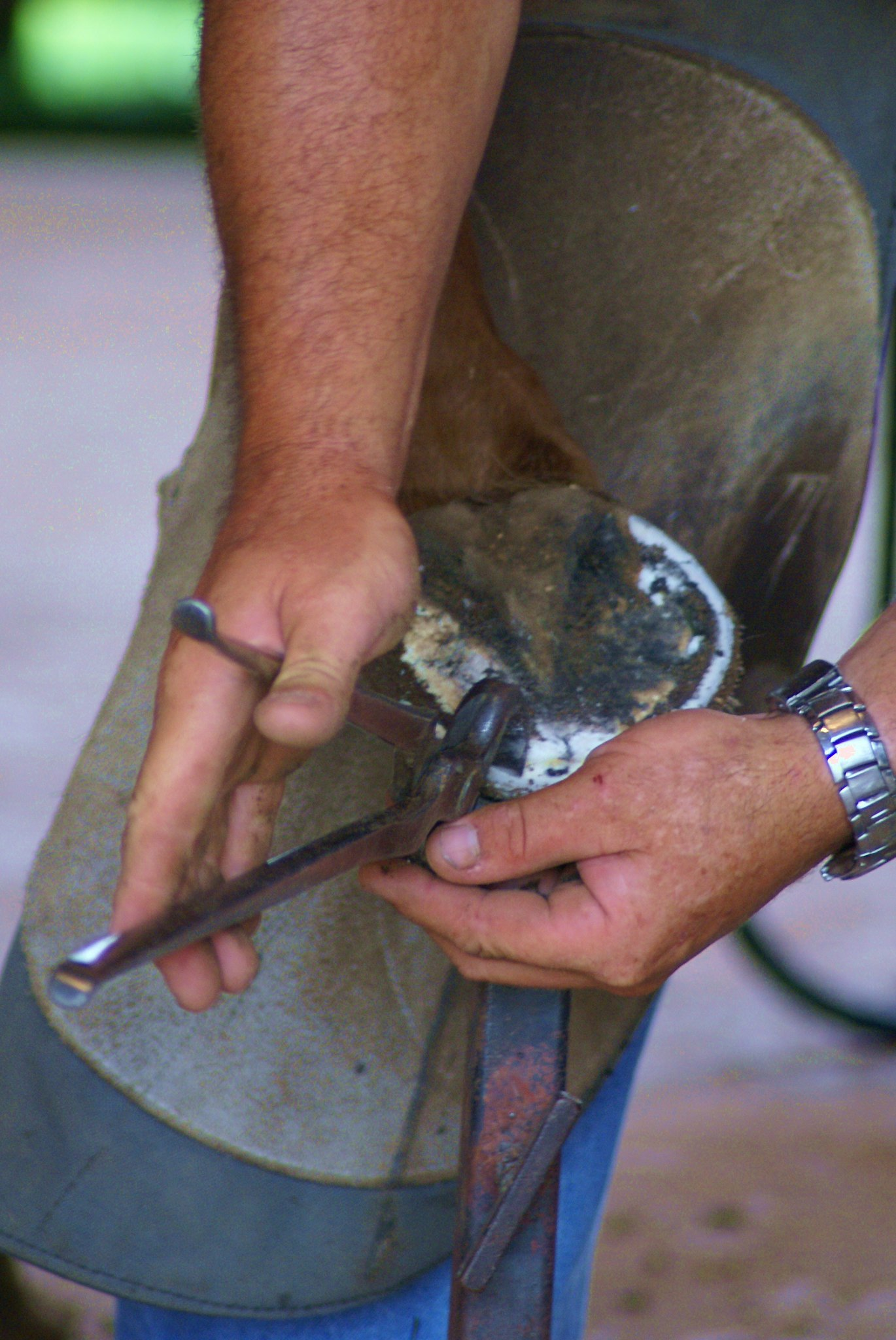
Kürzen des Tragrandes mit der Hufschneidezange (Nipper)
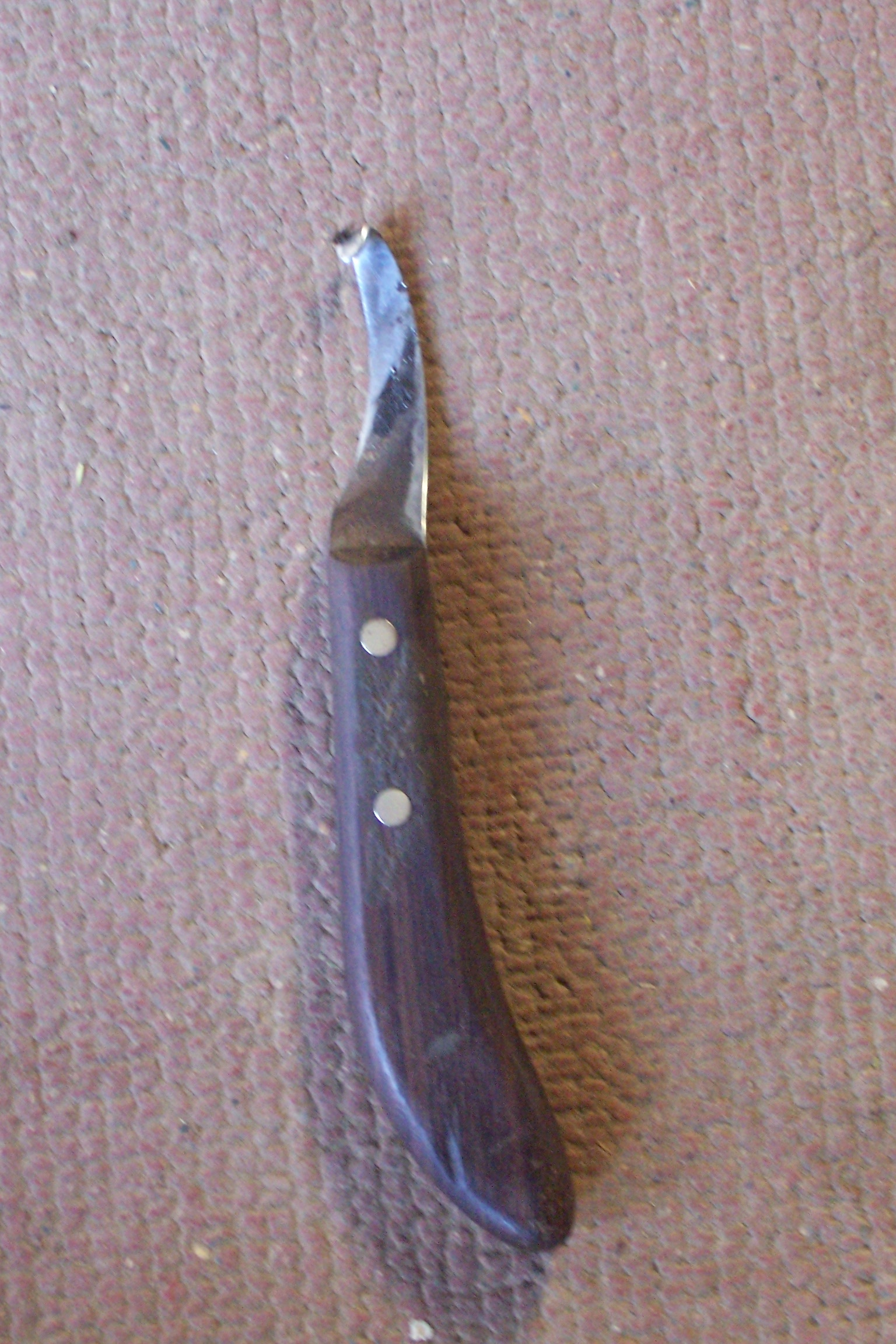
Hufmesser, Hufrinnmesser
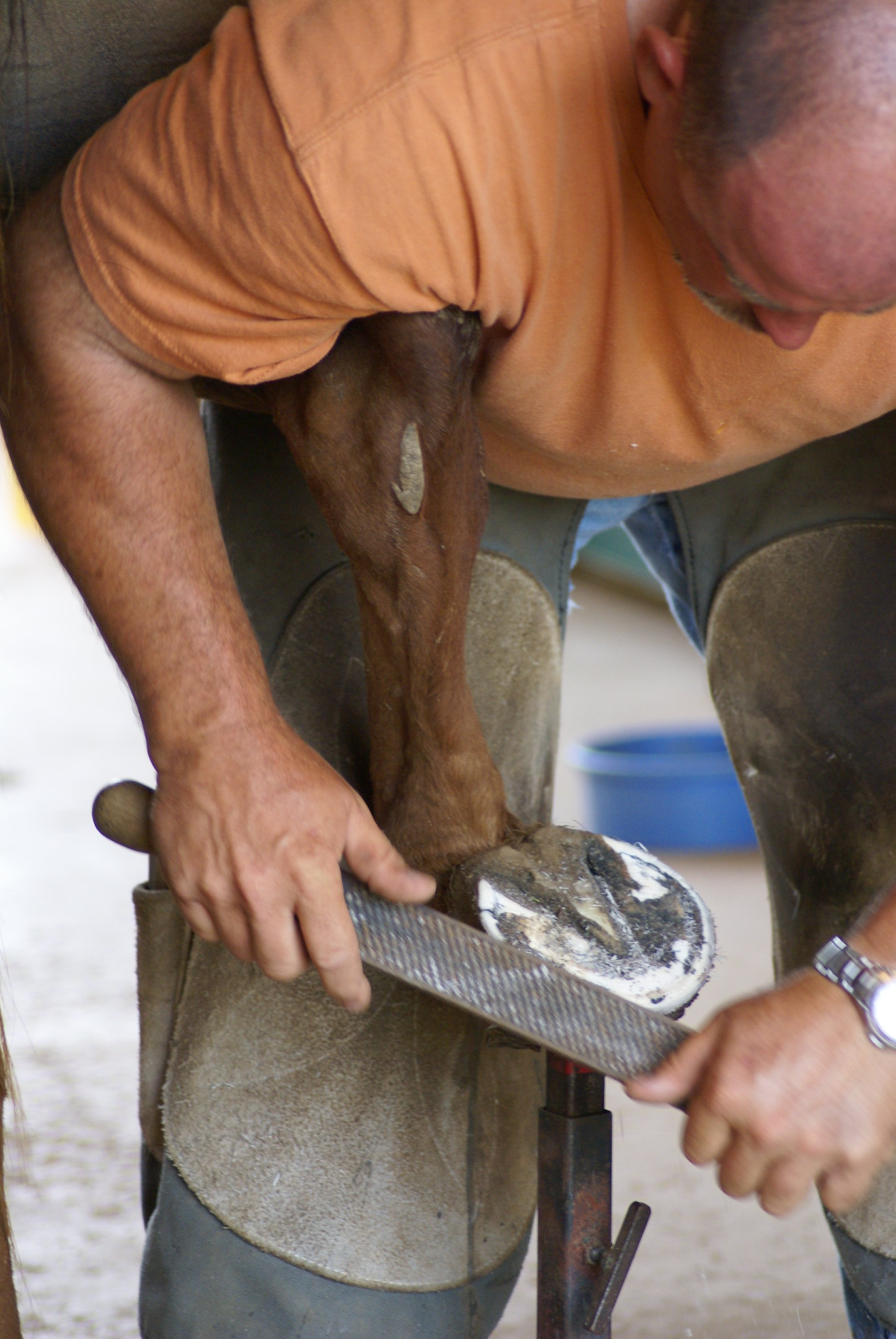
Die Hauptkunst: Pflege des Hufs mit Raspel und Hufmesser, und Vorbereitung des Beschlags
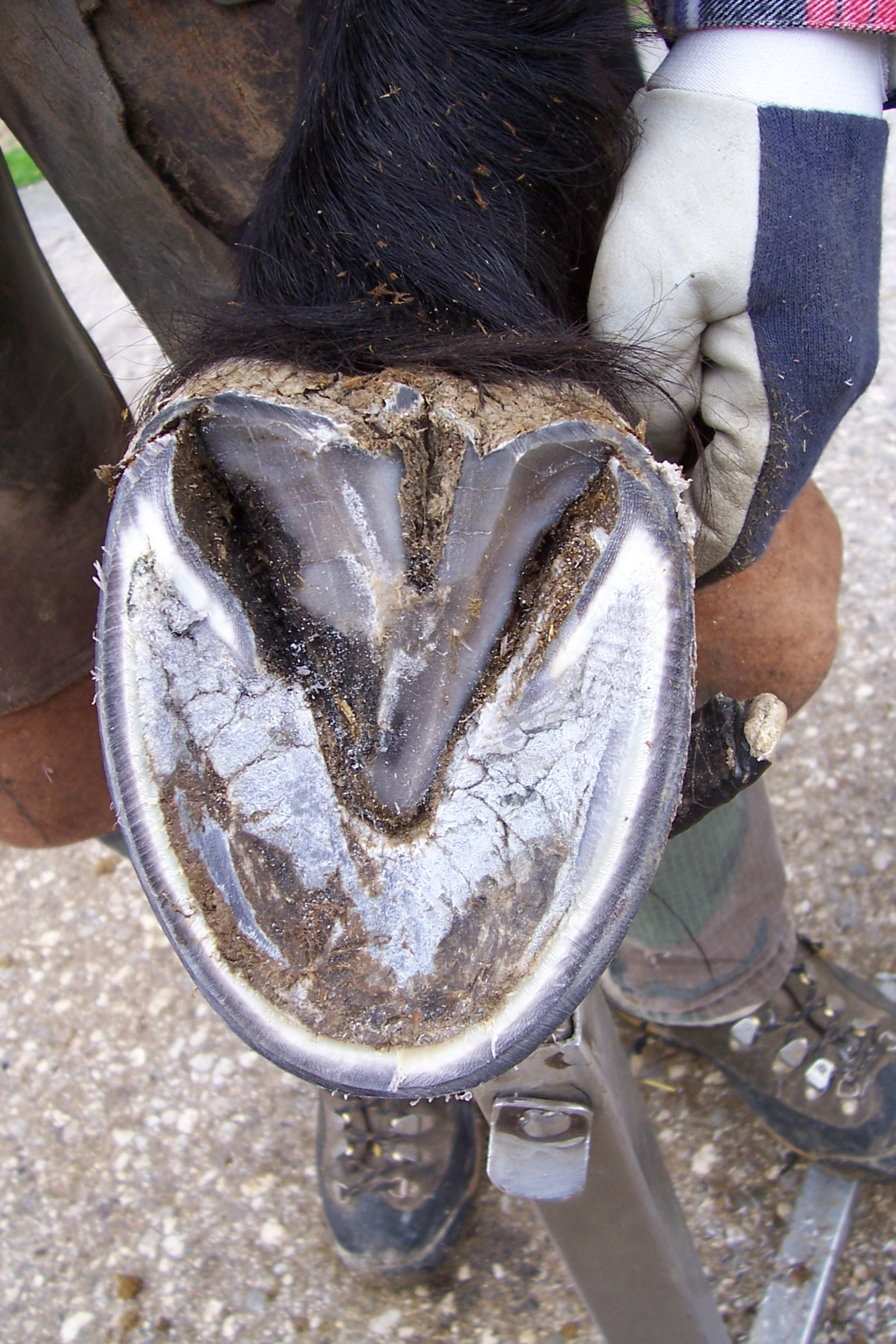
Gepflegter Huf, geglättet für Neubeschlag

### Vorbereitung des Hufeisens

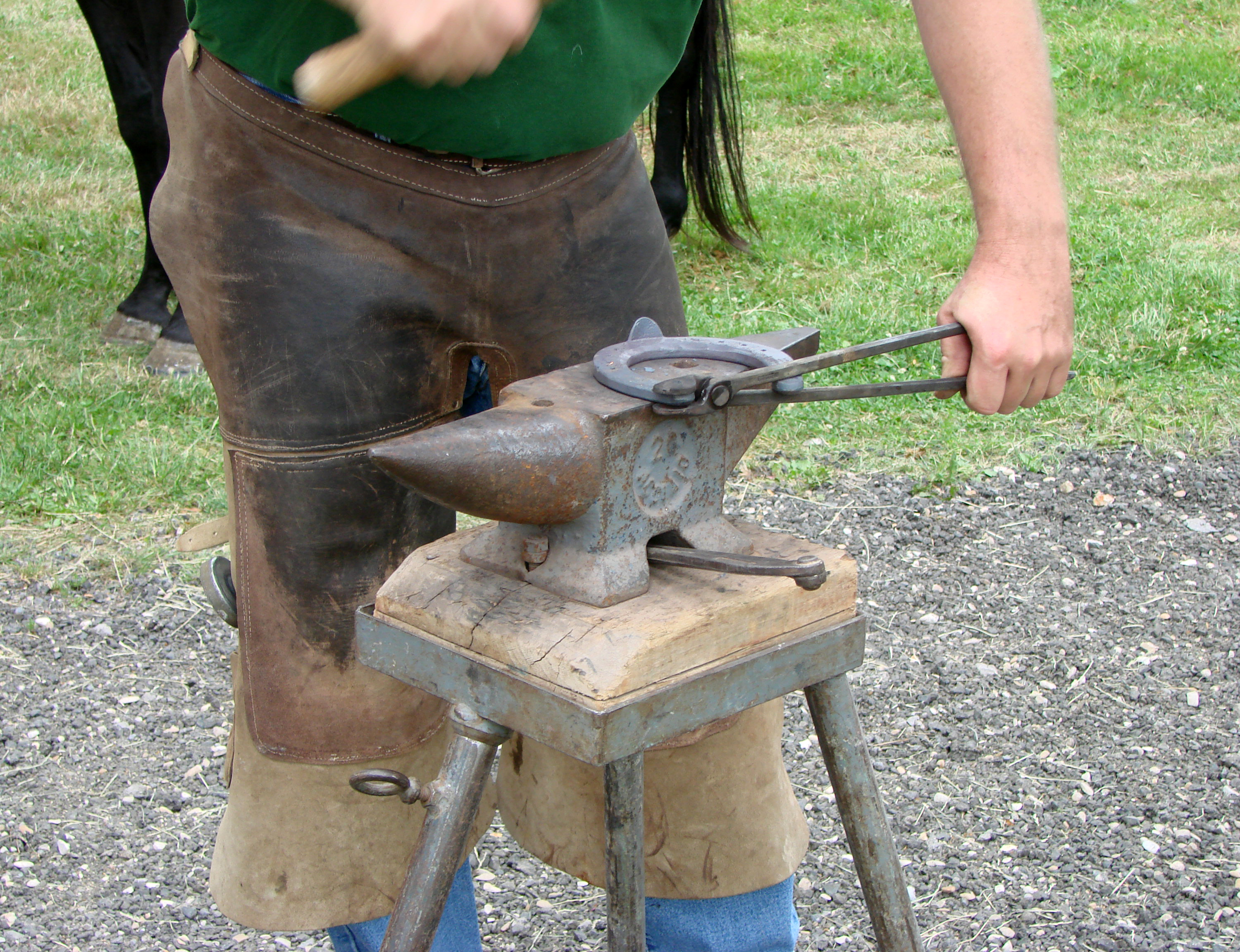
Zurichten des Hufeisens auf dem Amboss

Das Hufeisen wird der Unterseite des Hufes aufgelegt und bei Bedarf mittels Hammer auf dem Amboss zugerichtet (geschmiedet), um es dem Huf in Breite und Form exakt anzupassen. Die Formung des Hufeisens kann in warmem oder kaltem Zustand erfolgen.

### Kaltbeschlag
Kaltbeschlag setzt einen besonders präzisen Umgang mit der Hufraspel voraus, denn nur damit kann ein präziser und planer Sitz des Hufeisens hergestellt werden.

### Heißbeschlag

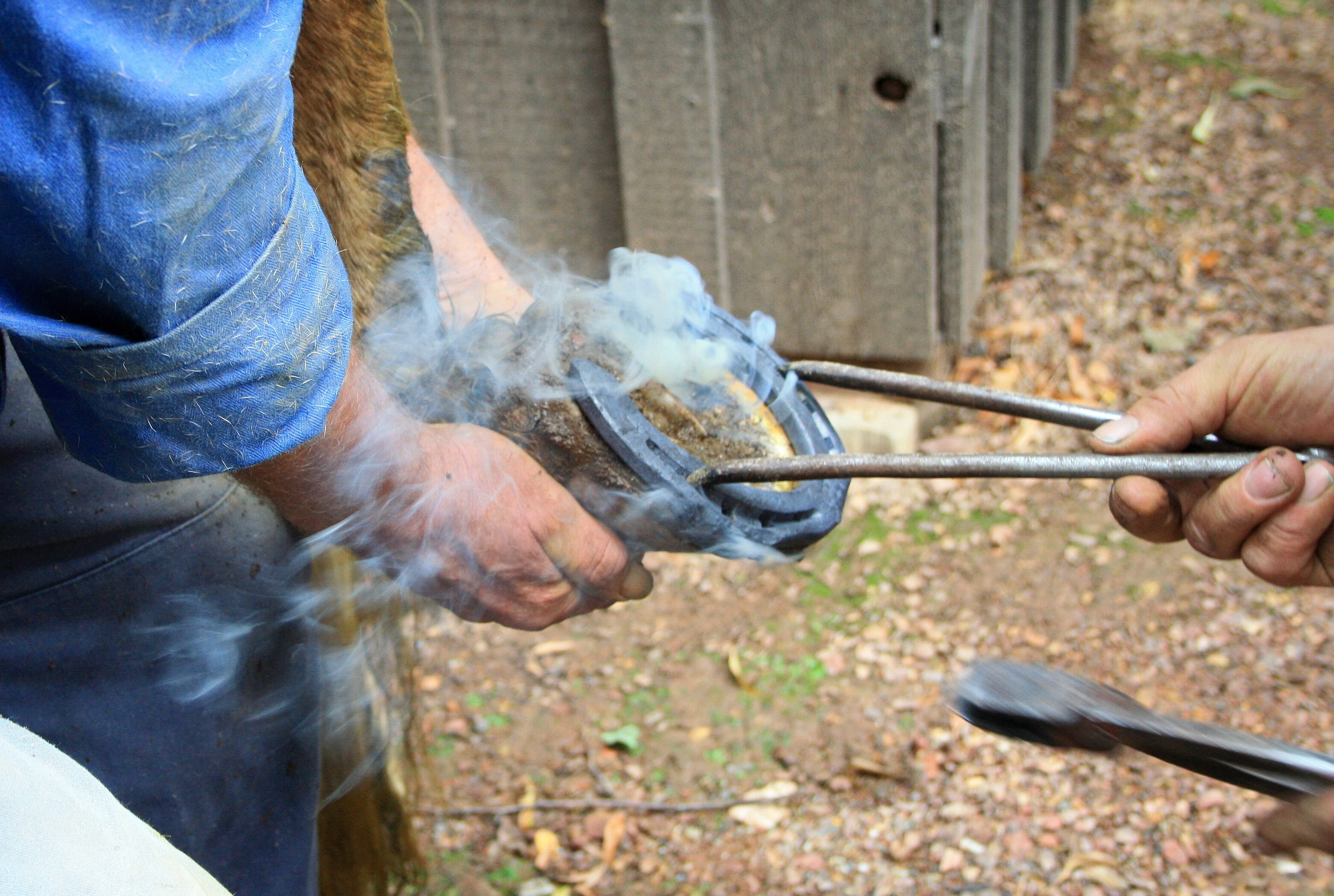
Heißbeschlag

Das Hufeisen wird vor der Bearbeitung stark erhitzt, geformt, plan geschmiedet und dann noch heiß auf den Huf aufgepasst. Das sogenannte Aufbrennen oder Aufpassen beseitigt noch vorhandene kleinste Unebenheiten am Tragerand. Außerdem bilden sich beim Aufbrennen, dort wo die Nagellöcher auf dem Huf aufliegen, kleine Abdrücke, die es dem Schmied ermöglichen, sehr exakt zu prüfen, ob die Nagellöcher wirklich auf der weißen Linie des Hufes zu liegen kommen. Außerdem sieht man den Abdruck des Hufs auf der Tragefläche des Eisens und kann damit beurteilen, ob das Eisen zu eng oder zu weit liegt. Dann wird das Eisen evtl. nachgerichtet und nach erneutem Überprüfen der Passgenauigkeit am Huf abgekühlt und aufgenagelt.
Durch das Aufbrennen entstehen dem Pferd bei richtiger Handhabung keine Schmerzen. Daher darf, abhängig von der Sohlendicke, nicht zu heiß, zu lange oder zu oft aufgebrannt werden. Das Brenngeräusch und der aufsteigende Qualm können jedoch beim Pferd zu Abwehrreaktionen führen.
Ein Austrocknen des Hufes wurde bei fachgerechtem Aufbrennen bisher nicht nachgewiesen, da die Hitze des heißen Eisens nachweislich nur 5,4 mm in die Tiefe des Horns strahlt und das Hufhorn selbst bei einem theoretischen Feuchteverlust in diesen knapp 6 mm jederzeit wieder Feuchtigkeit aufnimmt, sobald es mit Wasser in Berührung kommt.

### Aufnageln

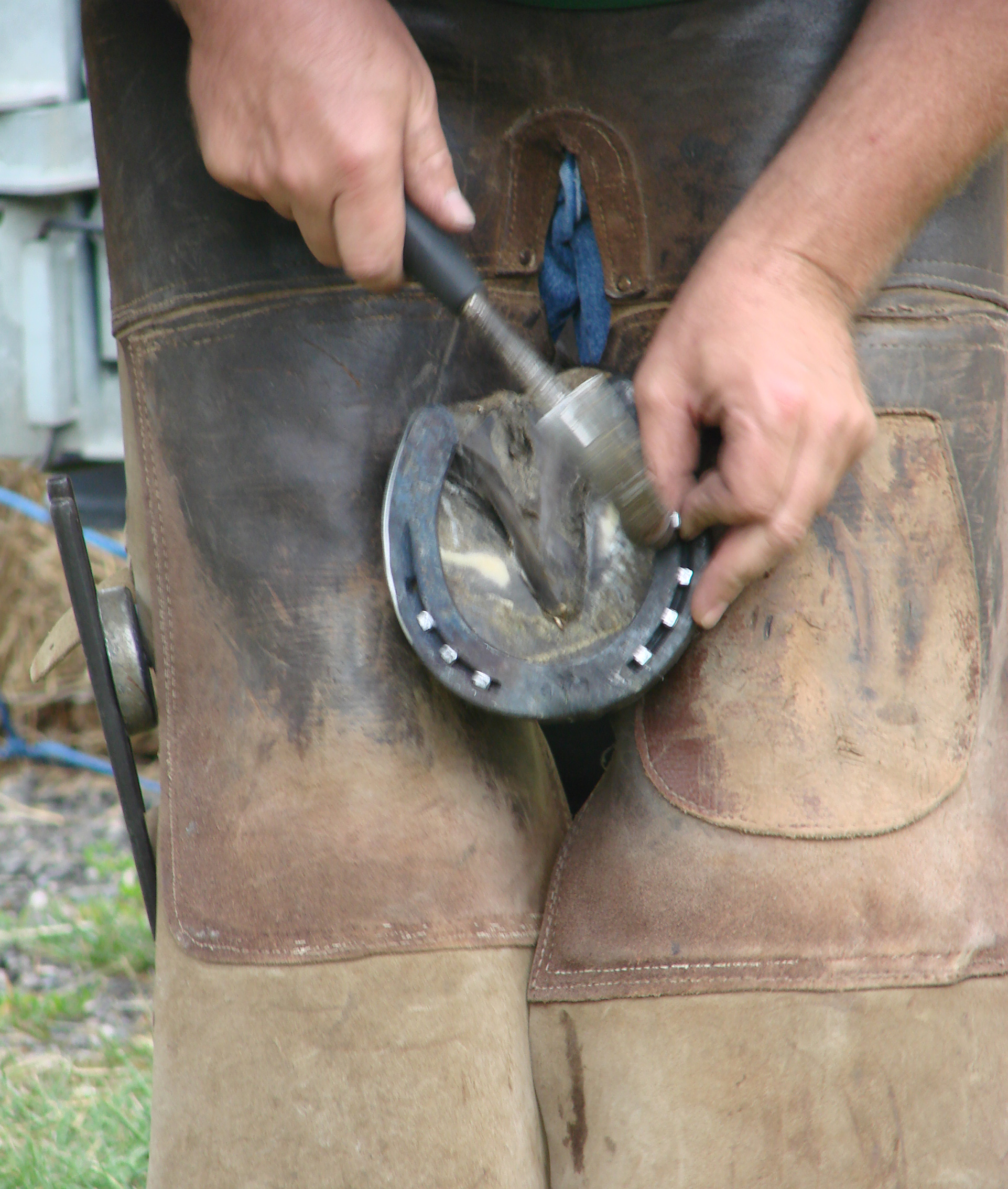
Aufnageln des Hufeisens; hier werden je Seite drei Nägel verwendet. Das Ergebnis ist auch mit insgesamt vier Nägeln erreichbar, wobei der Tragrand des Hufs jedoch weniger in Mitleidenschaft gezogen wird.

Mit einem Beschlaghammer nagelt man in der weißen Linie durch den Tragrand des Hufes durch, so dass die Nagelspitze etwa 2–3 cm oberhalb des Tragrandes des Hufes aus der Hufwand wieder austritt. Der Hufnagel wird dann mit einer Hufbeschlagzange abgezwickt. Unter dem Nagelstumpf wird mit einem Unterhauer muldenförmig Hufhorn entfernt, alternativ kann mit der Kante der Hufraspel eine kleine Rille in den Huf eingebracht werden, damit der Nagelstumpf dann mit einer Nietzange in dieser Rille nach unten versenkt werden kann. Zum Schluss wird mit einer Feile noch über alle Nägel gefeilt, um alle hervorstehenden scharfen Kanten und Ecken ganz zu beseitigen.

## Beschlag bei Rindern

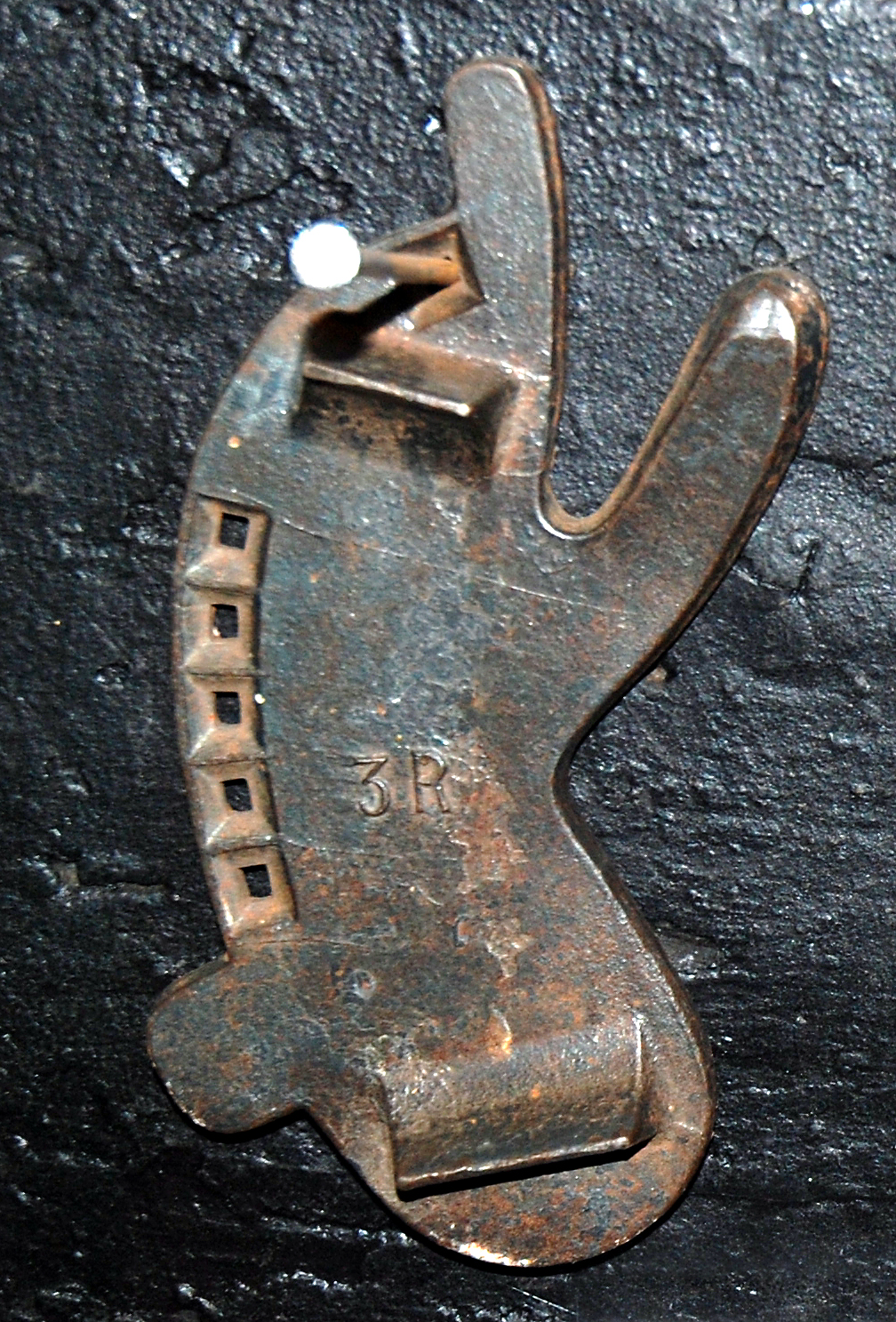
Platte zum Beschlagen von Zugochsen

Früher wurden auch Zugrinder beschlagen. Da die Fußsohle der Rinder aus zwei gegeneinander beweglichen Klauen besteht, ist hier ein konstruktiv anderer Beschlag notwendig, der im Wesentlichen aus einer elliptischen Platte besteht, die unter eine Klauenhälfte genagelt wird. Üblicherweise wurde nur die Außenklaue des Vorderfußes, bei starker Belastung auch die Innenklaue des Hinterfußes beschlagen, da sich diese am stärksten abnutzen. Genagelt wird die Klauenplatte (Klaueneisen) nur auf der Außenseite der Klaue; auf der Innenseite wird die Platte durch eine Metallzunge gehalten, die zwischen den beiden Klauen hindurchgeführt und umgebogen wird.

## Alternativen zum Metallbeschlag

### Barhuf
Je nach Gegebenheiten werden besonders im Winter hinten keine Eisen benötigt. Auch werden viele Freizeitpferde in einem so geringen Maß belastet, dass ein Hufbeschlag entbehrlich ist. Zum Reiten können die Hufe dann mit gut angepassten Hufschuhen geschützt werden.

### Kunststoffbeschlag
Besonders das niedrige Gewicht und eine gewisse Dämpfungswirkung im Vergleich zu Eisen zählen zu den Vorteilen des Kunststoffbeschlages. Als ein weiterer Vorteil wird die uneingeschränkte Blutversorgung im Huf aufgeführt. Der Kunststoffbeschlag soll zudem die Fähigkeit des Pferdes den Boden zu spüren, also den Tastsinn, erhalten.

### Verbundbeschlag (Kombihufschutz)
Der Verbundbeschlag kombiniert zwei verschiedene Materialien (Metall und Kunststoff) und deren Vorteile:
Durch seinen festen Metallkern ist der Verbundbeschlag äußerst verwindungssteif und relativ lange haltbar. Der verhältnismäßig weiche Kunststoffmantel verringert Stöße beim Auffußen.

### Klebeschuhe
Es gibt eine ganze Reihe von Herstellern von Klebeschuhen mit unterschiedlichen Funktionen. Der Vorteil liegt in der schmerzlosen Befestigung z. B. am Rehehuf, bei dem das Nageln schmerzhaft und die Erschütterung sogar schädlich sein kann. Für Klebeschuhe muss das Pferd allerdings lange Intervalle auf drei Beinen durchhalten. Ebenfalls darf es im Moment des Klebens den Huf meist nicht bewegen.
Der Einsatz von Klebeschuhen an Rehehufen birgt jedoch auch Risiken. Die Gefahr der Entstehung von Hufabszessen ist erhöht.

### Kunsthorn
Mit Kunsthorn-Produkten können sowohl Hufwandrekonstruktionen vorgenommen als auch große Teile der Hornkapsel ersetzt werden.

### Anschnallbare Hufschuhe
Es gibt zwei Gruppen von Hufschuhen:
- Krankenschuhe, welche in der Akutphase eingesetzt werden.
- Hufschuhe, die als temporärer Hufschutz beim Reiten konzipiert wurden.

Wenn das Rehepferd in der Folgezeit wieder leicht bewegt werden kann, leistet der Hufschuh hier gute Dienste. Er schützt die Lamella vor Steinchen, die ein Sohlengeschwür auslösen könnten, und erleichtert dem noch fühlig gehenden Pferd das Laufen.
Auch haben sich Einlagen, bestehend aus stabilem Schaumgummi (z. B. aus dem Campingbedarf) unter passend zugeschnittenen PE-Kunststoffplatten (Zubehör einiger Hufschuh-Hersteller oder Dichtungsbahnen aus dem Dammbau) bewährt, die die Dämpfungswirkung nochmals erheblich steigern. Wenig geeignet sind zu diesem Zweck Hufschuhe, die ihren Halt durch Riemen um die Trachtenwand erhalten.